# Koritnica (rzeka)
Koritnica – rzeka o długości nieco ponad 16 kilometrów w Słowenii. Jest prawym dopływem rzeki Soczy.

## Przebieg

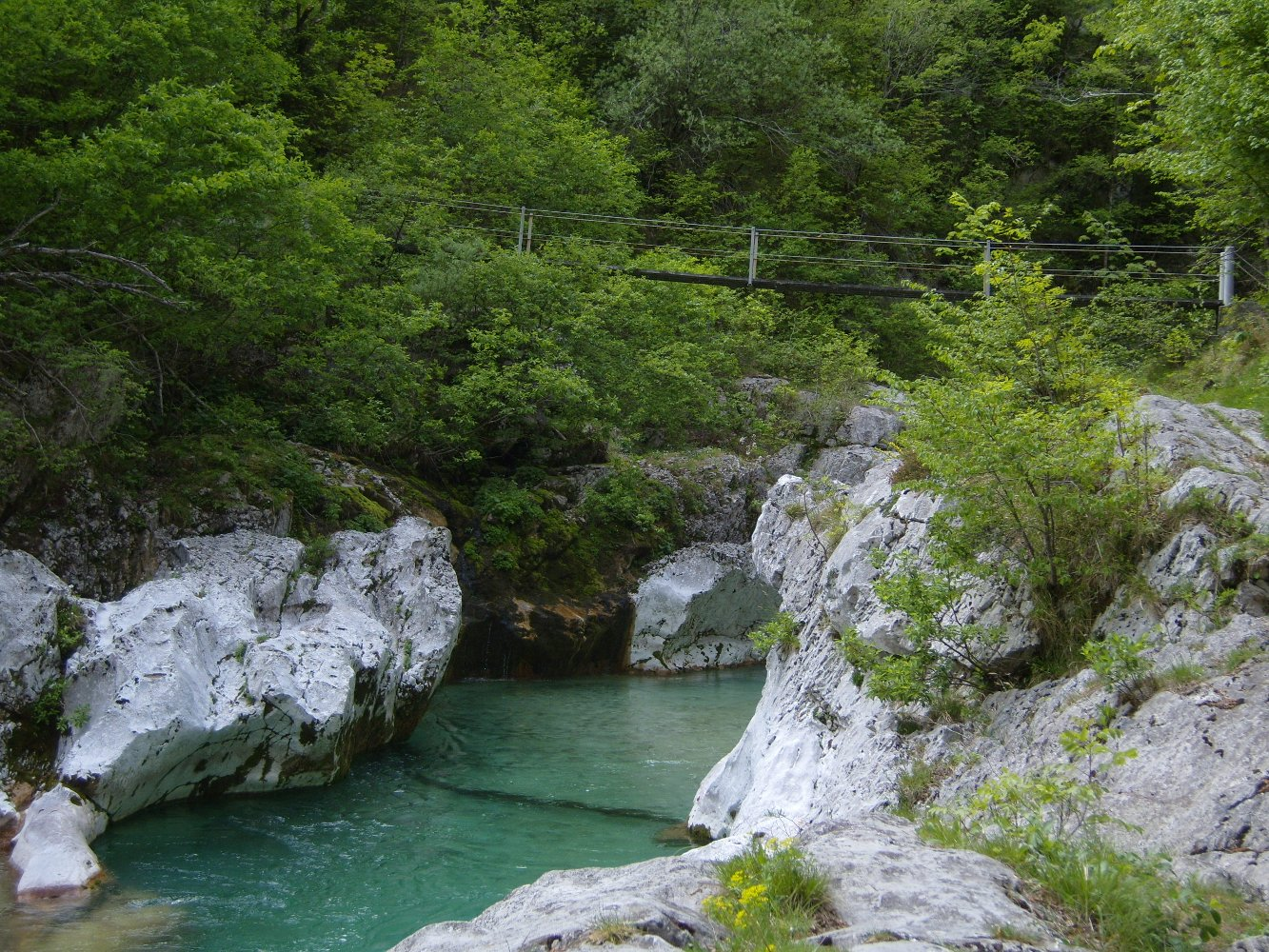

Płynie na zachód przez dolinę (słoweński: Loška Koritnica) na południe od góry Mangart, a następnie skręca na południe w pobliżu Logu pod Mangartom, przepływając obok twierdzy Kluže. Wpływa do rzeki Soczy na południowy wschód od Bovca na terenie wsi Kal – Koritnica.

## Urbanizacja
Miasta i wsie leżące nad Koritnicą:
- Zakriž
- Log pod Mangartom
- Bavšica
- Bovec
- Kal – Koritnica

## Fauna, flora oraz turystyka
Występują tam pstrągi marmkurowe i lipienie pospolite. Można tam także spływać kajakami.